# Лондон — Калькутта
Лондон — Калькутта — автобусный маршрут, соединявший Лондон (Великобритания) и Калькутту (Индия) с 1957 по 1976 годы. Самый длинный автобусный маршрут в истории.
Автобусный маршрут начал работать в 1957 году. Проходил по основному маршруту «тропы хиппи» и соединял Великобританию с континентальной Европой, Турцией, Ираном, Афганистаном и Индией.
Путь в одну сторону длиной 16 тысяч километров занимал около 50 дней и стоил £85 в 1957 году (около £2589 в ценах 2023 года). Стоимость проезда также включала еду и проживание.